# Вавилон — Берлін
Вавилон — Берлін (нім. Babylon Berlin) — німецький кримінально-драматичний серіал, створений компанією X Filme Creative Pool із сумісним виробництвом ARD Degeto, Sky та Beta Film. Режисери Том Тиквер, Ахім фон Борріес та Генк Гандлоґтен. Головними героями стали Волкер Брух, який грає роль комісара Ґереона Рата та Лів Ліза Фріз в ролі Шарлоти Ріттер, яка так само працює в поліції. Сценарій засновано на детективному романі «Мокра риба» Фолькера Кутчера, який відбувається в Берліні, часів Веймарської республіки навесні 1929 року.
Серіал спочатку був розрахований на 16 серій, які мали б тривати 45 хвилин на два сезони. Бюджет склав майже 40 мільйонів євро. Це найдорожчий німецький серіал та найбільш дорогий неангломовний серіал. 2020 року вийшов третій сезон серіалу. Показ четвертого сезону заплановано на 2022 рік.

## У ролях
Головні
- Фолькер Брух[de] — Ґереон Рат, інспектор поліці, співробітник відділу моралі
- Лів Ліза Фріс[de] — Шарлотта «Шарлі» Ріттер, удень працює у поліції стенографісткою, а вночі — повією у клубі
- Петер Курт[de] — Бруно Вольтер, старший інспектор берлінської поліції
- Маттіас Брандт[de] — Авґуст Бенда, очільник політичної поліції
- Леоні Бенеш — Ґрета Овербек, подруга Шарлотти Ріттер
- Крістіан Фрідель[de] — Ґреф, криміналіст
- Ганна Герзпрунґ — Гельґа Рат, таємна коханка Ґереона Рата, дружина його брата, який не повернувся з війни
- Северія Янушаускайте — графиня Світлана Сорокіна, білоемігрантка, співачка кабаре «Moka Efti»

Другорядні
- Карл Марковіц — Самуель Кательбах, австрійський журналіст
- Ларс Айдінґер — Альфред Ніссен
- Денис Бургазлієв — Трочін

## Сюжет

### Перший сезон (2017 рік)
Події серіалу відбуваються у Берліні у «золоті двадцяті» (міжвоєнний час у Веймарській Республіці). Головний герой комісар Ґереон Рат прибуває із Кельна в Берлін, щоб знайти таємно зроблену порнографічну кіноплівку за участі кандидата у мери, якою тепер його шантажують. Внаслідок війни комісар отримав посттравматичний стресовий розлад. Щоб позбавитися тремтіння тіла, він вимушений постійно вживати медичні наркотики. Брат Ґереона вважається зниклим безвісти на війні, і головний герой картається, що кохає його дружину і спить із нею.
Напарником Рата стає Бруно Вольтер, який працює у відділі моралі. Це немолодий огрядний чоловік. Ґереон знайомиться із друкаркою Шарлоттою Ріттер у штаб-квартирі поліції Берліна, і вона береться допомагати йому. Дівчина походить із дуже бідної сім'ї, але прагне цікавого життя. Вона також працює повією у популярному нічному клубі. Бруно змушує її шпигувати за Ґереоном і дізнається про його залежність.
Комісару відомо, що наркоман Краєвськи, який також має ПТСР, причетний до шантажистів. Також показують угрупування троцькістів «Червона фортеця». Вони, маючи власну типографію, підробляють документи і організовують нелегальну доставку вагона із золотом разом із поїздом, що мав привезти пестициди із Радянського Союзу. За планом той вагон далі мали спрямувати до Стамбула, де перебував Троцький. Очолює угрупування росіянин Кардаков. Золото належить його коханці графині Свєтлані Сорокіній. Вона зраджує їх, видавши місцезнаходження типографії посольству Росії. Ті розстрілюють всіх троцькістів, і лише Кардаков рятується, сховавшись у ямі вигрібного туалету. Жінка підробила документи, щоб забрати золото у Париж, але через сварку із пригнавшим поїзд машиністом-троцькістом всі вагони залишають на перевірку. Щоб дібратися до золота Кардаков звертається за допомогою до бандита і власника ресторану на прізвисько Вірменин. Той організовує наліт на депо, але бажаного вони не отримують, бо Свєтлана змінила таблички із номерами вагонів. Виявляється, багатій Ніссен, що замовляв пестициди, насправді завіз у вагонах отруйний газ, бо він потрібен нелегальній військовій організації «Чорний рейхсвер», яка всупереч мирному договору, підписаному після програшу Нічеччиною, прагне надміру розвивати німецьке військо. А Сорокіна, в яку він закоханий, скористалася ситуацією, підчепивши додатковий вантаж. Відкривши неправильний вагон, Кардаков сильно отруївся.
1 травня німецькі комуністи влаштовують мітинг, але поліціянти жорстоко розганяють їх, розстрілюючи навіть двох випадкових жінок. Ґереон і Бруно стають цьому свідками, але очільник берлінської поліції змушує їх написати рапорт, що виправдовує поліцію. Випадково Рат знімає кімнату у жінки, де раніше проживав Кардаков. Машиніст приходить туди, інспектор намагається його затримати, але той тікає, і росіяни із посольства вбивають його, дізнавшись про золото. Шарлотта пов'язує вбитого машиніста і загиблого від газу, вийшовши на депо. Ґереон і Бруно затримують Краєвськи, і щоб отримати дозу, той розповідає, що кіноплівка-компромат знаходиться у сховку в ресторані Вірменина. Комісар проникає туди, але бандит помічає його. Влаштувавши перестрілку і простреливши долоню Вірменину, Ґереон забирає не лише розшукувану плівку і купу грошей, а й багато інших, якими шантажували відомих людей. Він віддає гроші Краєвськи і відпускає його. Поліціянти удвох дивляться усі плівки, а потім спалюють їх. Комісар телефонує батькові і повідомляє, що знищив компромат на мера, промовчавши, що бачив плівку із ним також. Керівник політичної поліції єврей Бенда арештовує Ніссена, що завіз у вагонах отруйний газ. Йому відомо, що Чорний рейхсвер є антисемітською організацією. Щоб допомогти своїй подрузі Греті, Шарлотта влаштовує її покоївкою у дім Бенди. Піп, що працює на Вірменина, викрадає Ґереона. Його накачують наркотиками, і психіатр влаштовує йому сеанс гіпнозу. Опритомнівши, Рат тікає, а піп женеться за ним.

### Другий сезон (2017 рік)
Знаходять закопані трупи троцькістів із «Червоної фортеці». Ґереон повідомив Бенду про їх зв'язок із золотом, і його тимчасово призначають до відділу убивств. Також виявили тіло застреленого попа. Комісар згадує, що це він його убив, і підміняє у доказах кулю. Інший слідчий дізнається, що Вольтера і Рата бачили у нічному клубі разом із попом. Ніссена звільняють із-під арешту, але мати забороняє йому більше керувати компанією. Свєтлана зізнається йому про золото, і Ніссен розказує про нього одному із очільників «Чорного рейхсвера» Венду. У Берлін прибуває кохана Ґереона Хельґа із сином. Тепер її чоловік вважається офіційно загиблим. Вольтер поселяє її у себе. Виявляється, хлопчик знає, що мама і дядько — коханці, і засуджує це. Шарлотта у нічному клубі підслухала, як посол Росії, Венд і один із керівників поліції домовляються, що вагони повернуть до Росії. Експертиза показала, що троцькістів застрелили із автоматів, зареєстрованих на російське посольство. Щоб уникнути скандалу від звинувачення у вбивстві членів «Червоної фортеці», Бенда із Ратом пропонують послу видати очільників «Чорного рейхсвера». Помічник Рата, який вміє читати по губах, спостерігає на відстані, як Венд наказує відчепити потрібний вагон, коли поїзд проїжджатиме у певному місці. Хлопця вбивають, і він не встигає розповісти новину комісару. У Шарлоти померла матір. Вольтер оплачує її похорони і видає дівчині обіцяну довідку, за якою та може влаштуватися на роботу поліціянткою.
Посол зізнається, що Росія таємно допомагає «Чорному рейхсверу» створювати військово-повітряні сили. Бенда відправляє Ґереона і фотографа на літаку до Липецька, де ті фотографують аеродром. Знаходять тіло помічника комісара. З'ясовують, що його вбили із того ж пістолета, що і попа. Ґереон розуміє, що вбивця — Бруно, бо поміняна ним куля була із пістолета Краєвськи, а його забрав собі Вольтер. Комісар вивозить родичів із дому Бруно, а сам знаходить і забирає зі столу колишнього друга блокнот вбитого хлопця. Там все написано стенографічними символами, і Ґереон віддає його на розшифровку Шарлотті. Вольтер перед тим поклявся їй, що не вбивав хлопця.
Дівчину викрадають люди Вірменина. Щоб врятувати себе і також викрадену сестру, Шарлоті доводиться розповісти прочитану у блокноті інформацію про плани «Чорного рейхсверу» перехопити вагон із золотом. Вольтер теж належить до цієї організації. Вони планують розстріляти у театрі приїхавшого до Німеччини міністра закордонних справ Франції, зробити державний переворот, замінивши існуючу республіку на монархію. Кінцевою метою є повернення кайзера. Ґереон здогадується про це і заваджує вбивству французького міністра. Коханого Ґрети Фріца вбиває поліція, і один берлінський комуніст налаштовує дівчину проти її хазяїна Бенди, начебто це він у всьому винен. Комісар отримує документи про дозвіл на ввезення отруйного газу із підписом генерала Сіґерса (одного із чільників рейхсферу). Бенда заарештовує останнього і скликає пресс-конференцію на цю тему, але виявляється, що президент теж підтримує таємну співпрацю Німеччини і Росії та наказує звільнити генерала. Племінник Рата потрапляє під вплив Вольтера, який вчить його стріляти. Вірменин змушує аптекаря комісара видавати йому замість пероральних ліків наркотики, що треба приймати внутрішньовенно.
Друг-комуніст вбитого Фріца умовив Ґрету підкласти у кабінет Бенди вибухівку. Дівчина погоджується, вибравши ніч, коли його родини не буде вдома, а сама тікає. Випадково вона зустрічає живого Фріца і розуміє, що її обдурили. Повертається до хазяйського будинку, але завадити вибуху не встигає. Разом із Бендою загинула також того маленька донька, бо родина повернулася раніше. Шарлотта із Ґереоном прямують на заплановане місце викрадення вагона. Вольтер влаштовує аварію і зіштовхує їхню машину у річку, але їм вдається врятуватися. Вольтер із поплічниками зупиняють поїзд. Потрапивши у потрібний вагон, Бруно зустрічає там Ґереона. Виявляється, що бажаний скарб — це лише вугілля із золотим напиленням. Тим часом прибуває банда Вірменина і знешкоджує людей Вольтера. За планом помічники Ґереона, одягнувши протигази, активують пристрої із сонним газом. Бруно вдається дібратися до тепловоза і змусити машиніста рушити поїзд. Комісар біжить за ним, і виникає така собі дуєль на пістолетах. Іскра потрапляє у прострелений вагон, стається вибух, і Вольтер гине. Рата призначають керувати секретним відділком, а Шарлотта нарешті офіційно стала поліціянткою. Роздивляючись у квартирі Свєтлани картину із родиною Сорокіних, вони розуміють, що жінка всіх надурила, бо насправді вона донька водія, який здав Сорокіних комуністам. Виявляється, граф зробив із золота сам вагон, і зараз він прямує до Франції. Свєтлана співає у Парижі, і там її знаходить Кардаков. Ґереон із лікарем, який здійснює сеанс гіпнозу. Він згадує, що під час війни насправді навіть не спробував урятувати брата, а втік. Придивившись до лікаря, Рат розуміє, що то і є його брат Анно.

## Виробництво

### Виникнення ідеї
Вавилон — Берлін це адаптація, яка заснована на кримінальних романах Валькера Кучера. Перше планування серіалу розпочалися в жовтні 2013 року, після того як X Filme Creative Pool отримав право на екранізацію романів, які були продані в більше ніж один мільйон копій у 2012 році. В жовтні 2014 року сумісником виступила компанія ARD, Sky Deutschland та Beta Film, де Beta Film займається світовим продажем.
Для Тома Тиквера Вавилон — Берлін після серіалу від Netflix Sense8 це друга телевізійна продукція. Він бачить серіал в традиції успішних американських серіалах, таких як The Sopranos, The Wire, Mad Men, Breaking Bad, Six Feet Under або Boardwalk Empire, які горизонтально переробили історії на найбільшим рівні в телебаченні (та інтернет-трансляціях) зробивши це непогано.

### Фінансування
У перше в Німеччині серіал був співпродюсовано зі сторони приватних телеканалів ARD та Pay-TV-Sender Sky, X Filme та Beta Film. Sky Deutschland транслював перший сезон з 13 жовтня по 3 листопада 2017 року, приблизно за рік до прем'єри на безкоштовних телеканалах. Фінансування, яке є новаторським введенням ARD, застосовується для того, щоб створювати високоякісну телепродукцію у майбутньому.
Спочатку бюджет складав 25 мільйонів євро за сезон з восьми серіями. Водночас в повідомленнях спотворювачів серіалу у лютому 2016 року повідомлялося про два сезони з бюджетом 40 мільйонів євро, або 2,5 мільйони за одну серію. Першочергово планувалося ввести основну частину фінансування X Films Creative Pool. Частка фінансування ARD складає 9 мільйонів, Sky Germany 4 мільйони.